# شهرستان فاریاب
شهرستان فاریاب یکی از شهرستان‌های استان کرمان ایران است. مرکز این شهرستان، شهر فاریاب است.
این شهرستان در تاریخ ۶ بهمن ۱۳۸۹ از شهرستان کهنوج جدا شد و مستقل گردید.

## موقعیت جغرافیایی
شهرستان فاریاب از شمال شرقی تا شمال با شهرستان جیرفت، از شمال غربی با شهرستان ارزوئیه، از غرب با شهرستان حاجی‌آباد و از جنوب با شهرستان رودان استان هرمزگان و از شرق با شهرستان کهنوج همسایه است.

## جمعیت
بر پایه سرشماری عمومی نفوس و مسکن در سال ۱۳۹۵، جمعیت شهرستان فاریاب برابر با ۳۴٬۰۰۰ نفر بوده است.

## تقسیمات کشوری
شهرستان فاریاب دارای ۲ بخش، ۴ دهستان و ۲ شهر به شرح زیر است:

### شهرستان فاریاب
| بخش   | مرکز بخش   | جمعیت بخش ۱۳۹۵ | نام دهستان | مرکز دهستان   | جمعیت دهستان ۱۳۹۵ | شهر        | جمعیت شهر ۱۳۹۵ |
| ----- | ---------- | -------------- | ---------- | ------------- | ----------------- | ---------- | -------------- |
| مرکزی | فاریاب     | ۱۶٬۹۵۲ نفر     | مهروئیه    | مهروئیه پایین | ۶٬۸۸۴ نفر         | فاریاب     | ۴٬۸۶۳ نفر      |
| مرکزی | فاریاب     | ۱۶٬۹۵۲ نفر     | گلاشکرد    | فاریاب        | ۵٬۲۰۵ نفر         | فاریاب     | ۴٬۸۶۳ نفر      |
| هور   | هور پاسفید | ۱۷٬۰۴۸ نفر     | هور        | هور پاسفید    | ۱۲٬۴۲۵ نفر        | هور پاسفید | ۶۳۷ نفر        |
| هور   | هور پاسفید | ۱۷٬۰۴۸ نفر     | زهمکان     | زهمکان        | ۳٬۹۸۶ نفر         | هور پاسفید | ۶۳۷ نفر        |

## زیست‌بوم
شهرستان فاریاب دارای زیست‌بومی غنی است که گونه‌های خاص جانوری (مانند آهو ،خرگوش ،گورخر ایرانی، خرس ،قوچ و میش، کمنزیل، تیهو و هوبره) و گیاهی (مانند کهور، کنار، بنه وحشی، بابونه و آویشن) در دامنهٔ کوه‌های زهمکان، منطقه حرمه، جنگل مهروئیه (بزرگ‌ترین جنگل کهور خاورمیانه)، پاگدار و کلمرز وجود دارد. متأسفانه تخریب و شکار بی‌رویه، زیست‌بوم این مناطق را در معرض نابودی قرار داده است. و همچنین از مناطق و طبیعت بکر و دست نخورده روستای سوزوئیه نام برد که شامل جنگل‌های بادام کوهی و درختان سرو و بنه وحشی و گیلاس وحشی نامبرد و انواع پرنده‌های کبک و تیهو و انواع کل‌های وحشی که با شکار بی‌رویه و عدم رسیدگی مسولین در حال نابودی هست

## کشاورزی
محصولات کشاورزی این شهرستان شامل محصولات جالیزی (هندوانه، خیار سبز، گوجه‌فرنگی ،لوبیا سبز و کدو)، غلات(گندم، جو، عدس و ذرت)، مرکبات (چون پرتقال، لیمو، گریپ فروت و نارنج) و همچنین خرما، پیاز، سیر و زرد آلو، انار و گردو محصولات روستای سوزئیه می‌باشد.

## معادن
شهرستان فاریاب دارای معادن غنی نظیر کرومیت، طلا، مس و آهن می‌باشد؛ از جمله می‌توان به معادن کرومیت سبزان و معدن طلای زرترشت زهمکان و معدن سنگ سفید سوزوئیه و معدن سنگ گارنت سوزوئیه اشاره نمود.

## قلعه گلاشگرد
قلعه تاریخی با وسعتی حدود ۱۲۰۰ مترمربع در روستای گِلاشگرد شهرستان فاریاب واقع شده و بر پایه بررسی‌های باستان‌شناسی صورت‌گرفته این روستا از هزاره چهارم پیش‌از میلاد سکونت‌گاه انسان بوده و در عصر مفرغ و در ادوار تاریخی ایران سکونت در این روستا تداوم داشته است. قلعه تاریخی گلاشگرد در دهنه شور و بر فراز یک پشته مسلط بر دره در دوره صفویه و بعد از آن بنا شده و موقعیت قابل ملاحظه‌ای در برقراری امنیت مسیر راه‌های جنوبی به فلات ایران داشته است.